# Aziz Deen-Conteh
Pour les articles homonymes, voir Conteh.
Abdul Aziz Deen-Conteh, abrégé en Aziz Deen-Conteh, né le 14 janvier 1993 à Bumpe, est un footballeur international sierraléonais, possédant également la nationalité anglaise. Il évolue au poste de défenseur gauche au FC Zougdidi.

## Carrière

### En club
Après avoir quitté Chelsea, Aziz Deen-Conteh effectue un essai au Milwall FC. Il signe finalement un contrat de deux ans avec le club grec d'Ergotelis Héraklion au mois d'août 2013. Il commence à s'entraîner avec le Port Vale FC dès novembre 2014, et signe en faveur du club pour trois saisons. Un an plus tard, il est prêté un mois au Boston United en sixième division. Son contrat est finalement résilié par Port Vale en janvier 2016.

### En sélection
Deen-Conteh joue d'abord pour les sélections anglaises des moins de 16 ans et des moins de 19 ans. Il choisit ensuite de jouer pour son pays d'origine, le Sierra Leone, mais ne peut jouer en mars 2013 lors de première expérience en équipe nationale, en raison d'un problème de passeport. Il est de nouveau appelé deux mois plus tard mais ne joue pas la moindre minute. Malgré ses critiques envers la fédération de Sierra Leone de football en décembre 2014, il honore sa première sélection le 22 mars 2016 contre le Malawi.

## Statistiques
| Saison                | Club                  | Championnat           | Championnat | Championnat | Coupe nationale | Coupe nationale | Coupe de la Ligue | Coupe de la Ligue | Sierra Leone | Sierra Leone | Total | Total |
| Saison                | Club                  | Division              | M.          | B.          | M.              | B.              | M.                | B.                | M.           | B.           | M.    | B.    |
| 2013-2014             | Ergotelis Héraklion   | Superleague           | 7           | 0           | 0               | 0               | -                 | -                 | -            | -            | 7     | 0     |
| Sous-total            | Sous-total            | Sous-total            | 7           | 0           | 0               | 0               | -                 | -                 | -            | -            | 7     | 0     |
| 2014-2015             | Port Vale FC          | League One            | 0           | 0           | 0               | 0               | 0                 | 0                 | -            | -            | 0     | 0     |
| 2015-2016             | Port Vale FC          | League One            | 0           | 0           | 0               | 0               | 0                 | 0                 | -            | -            | 0     | 0     |
| 2015-2016             | Boston United (prêt)  | Conference North      | 5           | 0           | 0               | 0               | -                 | -                 | -            | -            | 5     | 0     |
| Sous-total            | Sous-total            | Sous-total            | 5           | 0           | 0               | 0               | 0                 | 0                 | -            | -            | 5     | 0     |
| 2015-2016             | FC Zaria Bălți        | Divizia Națională     | 6           | 0           | 2               | 0               | -                 | -                 | 2            | 0            | 10    | 0     |
| 2016-2017             | FC Zougdidi           | Umaglesi Liga         | 3           | 0           | 1               | 0               | -                 | -                 | -            | -            | 4     | 0     |
| Sous-total            | Sous-total            | Sous-total            | 9           | 0           | 3               | 0               | -                 | -                 | 2            | 0            | 14    | 0     |
| Total sur la carrière | Total sur la carrière | Total sur la carrière | 21          | 0           | 3               | 0               | 0                 | 0                 | 2            | 0            | 26    | 0     |